# Lingue tibeto-birmane
Le lingue tibeto-birmane sono lingue sino-tibetane, parlate nell'Asia centrale e meridionale. Derivano, secondo la classificazione classica di James Alan Matisoff (1978), da una separazione del proto-sino tibetano/Trans-Himalayano (la famiglia sinotibetana è nata 7200 anni fa, cioè intorno al 5200 a.C. secondo Laurent Sagart, Guillaume Jacques e Yunfan Lai, 2019) in due branche, il proto-tibeto-birmano e lingue sinitiche (la prima attestata è l'Old Chinese/cinese antico grossomodo al termine del neolitico cinese; le ossa oracolari per la piromanzia più antiche risalgono al 1250 a.C.). Secondo una ricerca di William S-Y. Chang (1998), alcune lingue sino-tibetane hanno iniziato a mostrare segni di separazione intorno al 4000 a.C.

## Distribuzione geografica
Le lingue tibeto-birmane sono parlate in Birmania, Tibet, Thailandia settentrionale, Vietnam, Laos, parte della Cina centrale (Guizhou, Hunan), parte del Nepal settentrionale, parte del Bangladesh nord-orientale, Bhutan, Pakistan orientale (Baltistan), e varie regioni dell'India (Himachal Pradesh, Uttarakhand, Sikkim, Arunachal Pradesh, Assam, Nagaland, Manipur, Mizoram, Tripura, Ladakh e il Kargil regioni del Jammu e Kashmir).
Dalla lingua originaria, secondo la classificazione di Matisoff, dal proto-tibeto-birmano (Proto-Tibeto-Burman Language, PTB) deriva in primis il proto-tibetico (ricostruito da Nicolas Tournadre, 2013; da esso deriva l'Old Tibetan/tibetano antico, da cui derivano le lingue tibetiche: si pensi al tibetano classico e moderno) e successivamente il proto-lolo-birmano (Proto-Lolo-Burmese Language, PLB), da cui derivano le lingue lolo e il proto-birmano, da cui deriva l'Old Burmese/birmano antico (il birmano/Burmese si parla nel Myanmar, anticamente detto "Birmania/Burma"). Il proto-tibeto-birmano è stato ricostruito da Paul K. Benedict e la ricostruzione è stata raffinata da James Matisoff. "Burman", rispetto a "Burmese", significherebbe più precisamente "birmanico" e non "il birmano".
La famiglia sinotibetana, secondo il linguista Harald Hammarström, contiene circa 500 lingue, in gran parte lingue minori. Di queste, secondo James Matisoff, circa 250-300 sono tibeto-birmane e quasi metà di esse sono minori (solo 9 lingue hanno oltre un milione di parlanti). Secondo invece Ethnologue sono di più, 441. Il birmano è quella più parlata con circa 32 milioni di persone. Otto milioni di tibetani parlano una delle diverse lingue tibetane. Secondo lo stesso Matisoff, è difficile capire quante siano effettivamente le lingue tibeto-birmane siccome talvolta ne vengono scoperte di nuove e per la difficoltà in dei casi a dividere una "lingua" da un "dialetto".
I tibeto-birmani, secondo un articolo di Bo Wen, Xuanhua Xie et al. (Analyses of Genetic Structure of Tibeto-Burman Populations Reveals Sex-Biased Admixture in Southern Tibeto-Burmans, scritto nel 2003 e pubblicato nel 2004), derivano da una migrazione verso il sud di alcune tribù dalla Cina nord-occidentale. Queste tribù, le Di-Qiang, entrarono in contatto con le tribù native austroasiatiche e Mon-Khmer. Da questo studio genetico emerge che si sono anche mescolati geneticamente tra loro. La migrazione viene datata "nel periodo delle Primavere e Autunni, circa 2600 anni fa" (il periodo va da 771 a.C. al 476 a.C.). Siccome questo periodo è ricordato per le guerre sanguinarie tra 120 feudi, poi riuniti dalla prima dinastia imperiale, la Dinastia Qin, si può ipotizzare che siano avvenute per le guerre (in futuro, molte altre migrazioni avrebbero avuto come protagonisti dei profughi di guerra). L'avvenimento che dà inizio a questo periodo è la caduta della Dinastia Zhou, che è costretta alla fuga in un piccolo territorio, l'unico che controlla saldamente. La tribù che sconfisse gli Zhou, i Qianrong, era del gruppo Qiang e abitava proprio nella Cina nord-occidentale.
Uno strumento online utilizzabile per consultare le radici in proto-tibeto birmano e altre lingue sino-tibetane è lo STEDT (Sino-Tibetan Etymological Dictionary and Thesaurus), un dizionario curato da James Matisoff dell'Università di Berkley la cui versione finale è stata rilasciata nel 2015. Un paper di Laurent Sagart (2019) indica le correzioni di alcune etimologie sbagliate. Alla creazione dello STEDT hanno partecipato anche Nicolas Tournadre e William Baxter. La ricostruzione in Old Chinese non sembra essere quella più recente del 2014.

## Classificazione
Secondo Ethnologue, la classificazione delle lingue tibeto-birmane è la seguente:
- Lingue sinotibetane
  - Lingue tibeto-birmane
    - Lingue careniche/Karen (21 lingue)
    - Lingue ngwi-birmane (113 lingue)
    - Lingue sal (122 lingue)
    - Lingue tibeto-birmane centrali (24 lingue)
    - Lingue tibeto-birmane nordorientali (23 lingue)
    - Lingue tibeto-birmane occidentali (135 lingue)
    - Lingua darlong (codice ISO 639-3 dln)
    - Lingua khamba (kbg)
    - Lingua koro (jkr)
    - Lingua lui (lba)
    - Lingua monsang naga (nmh)
    - Lingua pao (ppa)
    - Lingua tarao naga (tro)
    - Lingua ranglong (rnl)
    - Lingua sakachep (sch)

## Suoni

### Suoni del proto-tibeto-birmano
| Suono | Trascriz. IPA | Spiegazione |
| ----- | ------------- | --- |
| a, a: | /a/, /a:/     | È una "a" di albero. Ha anche una versione dotata di allungamento vocalico, segnalato in IPA da due punti. |
| e, e: | /e/, /e:/     | È una "e" di elmo, vocale chiusa. Ha anche la versione con allungamento vocalico. |
| i, i: | /i/, /i:/     | È una "i" di piccolo, vocale chiusa. |
| o, o: | /o/, /o:/     | È una "o" di occhio, vocale arrotondata chiusa. Una vocale si dice arrotondata se si pronuncia con le labbra arrotondate in un cerchiolino. |
| u, u: | /u/, /u:/     | È una "u" di ultimo, vocale arrotondata chiusa. |
| w, -w | /w/, /u̯/      | È una "u" di auriga e quaglia, semivocale arrotondata chiusa per formare dittonghi. |
| y, -y | /j/, /i̯/      | È una "i" di piatto e aitante, semivocale chiusa per formare dittonghi. |
| ə     | /ə/           | È una vocale neutra schwa, che si ottiene immaginando di pronunciare le consonanti dell'alfabeto ("a, bi, ci, di, e, effe, gi...") senza il nome completo ("a, b, c, d, e, f, g..."). |
| w     | /w/           | È il segnale di una consonante labializzata, cioè pronunciata con le labbra già arrotondate. Simili consonanti si trovano pure nella ricostruzione dell'Old Chinese di Baxter-Sagart (2014) |
| b     | /b/           | È una "b" di balena, consonante sonora. Una consonante si dice sonora se il palmo della mano intorno alla gola sente le vibrazioni delle corde vocali durante la pronuncia. Si paragonino "ffff" e "ssss" con "mmmm" e "vvvv". |
| p     | /p/           | È una "p" di palla, consonante sorda. |
| g     | /g/           | È una "g" di gatto, sonora. |
| k     | /k/           | È una "c" di cane, sorda. |
| d     | /d/           | È una "d" di dente, sonora. |
| t     | /t/           | È una "t" di tavolo, sorda. |
| h     | /h/           | È un'aspirazione sorda come nell'inglese have. |
| l     | /l/           | È una "l" di leva, sonora. Questa consonante liquida si può trovare anche a fine radice come codina liquida. |
| m     | /m/           | È una "m" di mano, sonora. Questa consonante nasale si può trovare a fine radice come codina nasale. |
| n     | /n/           | È una "n" di nave, sonora. Si può trovare a fine radice come codina nasale. |
| ng    | /ŋ/           | È una "n" di panca, pronunciata con il dorso della lingua sulla zona tondeggiante del palato, come nell'inglese king. Si trova anche come codina nasale. |
| r     | /r/, /ɾ/      | È una "r" di parco, consonante polivibrante sonora. Si riduce in "r" monovibrante come in arare e nell'inglese statunitense city, better se prevocalica e intervocalica. Questa consonante nasale si può trovare a fine radice come codina liquida. |
| s     | /s/           | È una "s" di senza, consonante sorda. |
| z     | /z/           | È una "z" di zero, sonorizzata (cioè con l'aggiunta delle vibrazioni delle corde vocali come nel Norditalia) e senza contatto tra organi. In alternativa, si può immaginare come una "s" sonorizzata e senza contatto tra organi. |
| ts    | /t͡s/          | È una "z" di zero, sorda. |
| dz    | /d͡z/          | È una "z" di zero, sonorizzata come nel Norditalia. |
| sy    | /ɕ/           | È una "sci" di scienza, sorda e palatale, cioè pronunciata con la lingua già in posizione di "gn" di gnomo. |
| zy    | /ʑ/           | È una "gi" di giorno, sonora, senza contatto tra organi e palatale. In alternativa, si può pensare come la versione palatale di /z/. Come ultima possibilità, si può immaginare semplicemente come la sonorizzazione di /ɕ/. È rara. |
| tsy   | /t͡ɕ/          | È una "ci" di ciao, sorda e palatale. |
| dzy   | /d͡ʑ/          | È una "gi" di gelato, sonora e palatale. |
| ny    | /ɲ/           | È una "gni" di gnomo, sonora. |
| ʔ     | /ʔ/           | È uno stacco glottale/colpo di glottide (glottal stop), cioè una consonante che si può immaginare come un lieve colpetto di tosse effettuato con una valvola in fondo alla gola, la glottide. Si trova anche in arabo, thailandese, vietnamita moderno e antico, Old Chinese e Primo Cinese Medio, in dialetti cinesi come lo shanghainese, hokkien, fuzhounese, in guanhua, in Tardo Coreano Medio e in svariate lingue tibeto-birmane. |
| -p    | /p̚/           | È uno stop senza rilascio udibile di suono. Questi suoni sono presenti pure in Old Chinese, Primo Cinese Medio, coreano, vietnamita, thailandese e in svariate lingue tibeto-birmane. Questo preciso stop si pronuncia immaginando di dire "cappello" e interrompendo chiaramente la /a/ serrando entrambe le labbra, senza più pronunciare nient'altro e fare nient'altro.                                                              |
| -t    | /t̚/           | È uno stop senza rilascio udibile di suono effettuato con la lingua che interrompe la vocale o dittongo o trittongo in posizione di /t/ |
| -k    | /k̚/           | È uno stop senza rilascio udibile di suono che interrompe il suono con il dorso della lingua in posizione di /k/. |

### Suoni del proto-lolo-birmano
In tabella, si indicano i suoni del proto-lolo-birmano trattati in Matisoff, 2003:
| Lettera | Trascriz. IPA | Spiegazione |
| ------- | ------------- | --- |
| a       | /a/           | È una "a" di albero. |
| e       | /e/           | È una "e" di elmo, vocale chiusa. |
| i       | /i/           | È una "i" di piccolo, vocale chiusa. |
| o       | /o/           | È una "o" di occhio, vocale arrotondata chiusa. Una vocale si dice arrotondata se si pronuncia con le labbra arrotondate in un cerchiolino. |
| ö       | /y/~/ø/?      | È una "o" con l'umlaut/dieresi/tréma. Nelle lingue in cui si trova, di solito indica /ø/, cioè una /e/ chiusa arrotondata. Secondo un articolo di Graham Thurgood (1974) sulle rime in proto-lolo-birmano, "Lolo-Burmese Rhymes" in birmano scritto questa vocale si indicava con una "i" sopra una "u" per indicare una vocale anteriore arrotondata. Se non era */ø/, poteva essere per esempio */y/, cioè una /i/ arrotondata. In birmano scritto, si romanizza "ui". Esistono molti riflessi di questa vocale nelle lingue moderne, tra cui /i/, /u/, /o/, /ɨ/. |
| u       | /u/           | È una "o" di occhio, vocale arrotondata chiusa. Una vocale si dice arrotondata se si pronuncia con le labbra arrotondate in un cerchiolino. |
| w, -w   | /w/, /u̯/      | È una "u" di auriga e quaglia, semivocale arrotondata chiusa per formare dittonghi. |
| y, -s   | /y/, /i̯/      | È una "i" di piatto e aitante, semivocale chiusa per formare dittonghi. |
| s       | /s/           | È una "s" di senza, consonante sorda (non è sonora). Una consonante si dice sonora se il palmo della mano intorno alla gola sente le vibrazioni delle corde vocali durante la pronuncia. Si paragonino "ffff" e "ssss" con "mmmm" e "vvvv". |
| z       | /z/           | È una "z" di zero, sonorizzata (cioè con l'aggiunta delle vibrazioni delle corde vocali come nel Norditalia) e senza contatto tra organi. In alternativa, si può immaginare come una "s" sonorizzata e senza contatto tra organi. |
| ts      | /t͡s/          | È una "z" di zero, sorda. |
| dz      | /d͡z/          | È una "z" di zero, sonorizzata come nel Norditalia. |
| š       | /ɕ/           | È una "sci" di scienza, sorda e palatale, cioè pronunciata con la lingua già in posizione di "gn" di gnomo. |
| ž       | /ʑ/           | È una "gi" di giorno, sonora, senza contatto tra organi e palatale. In alternativa, si può pensare come la versione palatale di /z/. Come ultima possibilità, si può immaginare semplicemente come la sonorizzazione di /ɕ/. |
| tš      | /t͡ɕ/          | È una "ci" di ciao, sorda e palatale. |
| dž      | /d͡ʑ/          | È una "gi" di gelato, sonora e palatale. |
| ʔ       | /ʔ/           | È uno stacco glottale/colpo di glottide (glottal stop), cioè una consonante che si può immaginare come un lieve colpetto di tosse effettuato con una valvola in fondo alla gola, la glottide. Si trova anche in arabo, thailandese, vietnamita moderno e antico, Old Chinese e Primo Cinese Medio, in dialetti cinesi come lo shanghainese, hokkien, fuzhounese, in guanhua, in Tardo Coreano Medio e in svariate lingue tibeto-birmane. in proto-lolo-birmano si usa come prefisso.                                                                                |
| b       | /b/           | È una "b" di balena, consonante sonora. |
| p       | /p/           | È una "p" di palla, consonante sorda. |
| d       | /d/           | È una "d" di dente, sonora. |
| t       | /t/           | È una "t" di tavolo, sorda. |
| g       | /g/           | È una "g" di gatto, sonora. |
| k       | /k/           | È una "c" di cane, sorda. |
| h       | /h/           | È un'aspirazione sorda come nell'inglese have. |
| m       | /m/           | È una "m" di mano, sonora. Questa consonante nasale si può trovare a fine radice come codina nasale. |
| hm      | /mʱ/          | È una "m" di mano, sonora e con aspirazione (Matisoff, 2003 non lo specifica, ma probabilmente è sonora). |
| n       | /n/           | È una "n" di nave, sonora. Si può trovare a fine radice come codina nasale. |
| l       | /l/           | È una "l" di leva, sonora. Questa consonante liquida si può trovare anche a fine radice come codina liquida. |
| hl      | /lʱ/          | È una "l" di leva, sonora e con aspirazione (Matisoff, 2003 non lo specifica, ma probabilmente è sonora). |
| ŋ       | /ŋ/           | È una "n" di panca, pronunciata con il dorso della lingua sulla zona tondeggiante del palato, come nell'inglese king. Si trova anche come codina nasale. |
| -p      | /p̚/           | È uno stop senza rilascio udibile di suono. Questi suoni sono presenti pure in Old Chinese, Primo Cinese Medio, coreano, vietnamita, thailandese e in svariate lingue tibeto-birmane. Questo preciso stop si pronuncia immaginando di dire "cappello" e interrompendo chiaramente la /a/ serrando entrambe le labbra, senza più pronunciare nient'altro e fare nient'altro. |
| -t      | /t̚/           | È uno stop senza rilascio udibile di suono effettuato con la lingua che interrompe la vocale o dittongo o trittongo in posizione di /t/ |
| -k      | /k̚/           | È uno stop senza rilascio udibile di suono che interrompe il suono con il dorso della lingua in posizione di /k/. |

Il proto-lolo-birmano, secondo Matisoff, aveva due tipi di intonazione della vocale. Secondo la sua ricostruzione, sono una neutra e una tale per cui era accompagnata da un'aspirazione ("breathy voice"). Questa intonazione era contrastiva, cioè distingueva due sillabe identiche e con significati diversi. Vengono segnalate con i numeri 1, 2 come apice se non si riesce a ricostruire di preciso il loro valore e con le lettere H e L.
Da un veloce confronto con il proto-tibeto-birmano, come differenze si notano la mancanza di *ny-, la nascita di due liquide aspirate, una nuova vocale anteriore arrotondata, la mancanza della vocale neutra schwa, la caduta della labializzazione e degli allungamenti vocalici e la tonogenesi. Dal punto di vista della trascrizione, cambiano solo 4 lettere palatali con lo stesso pattern per la scrittura.

## Caratteristiche
Nell'esposizione succinta delle caratteristiche del proto-tibeto-birmano (Matisoff, 2003) e mutazioni principali, le semivocali ("glides") sono trattate fugacemente e le rime (cioè i nuclei di sillaba, le vocali nella sillaba) sono anch'esse trattate fugacemente. Matisoff spiega che la ricostruzione di Benedict, che lui stesso ha editato e pubblicato in un libro con annotazioni a partire dal manoscritto, si basa sul tibetano scritto (WT, Written Tibetan), birmano scritto (WB, Written Burmese), Jianghua, Lushai e Garo (sporadicamente cita l'Old Chinese nella ricostruzione di Karlgren e Baxter, 1992, che però è vecchia e diversa da quella più recente e innovativa, la Baxter-Sagart 2014. Siccome quella di Karlgren è molto diversa da quella di Baxter 1992, che a sua volta è molto diversa da quella del 2014, si accenna alle varietà di cinese antico ma senza trattarle in modo approfondito, come fa in dei casi Matisoff. Karlgren, nel ricostruire l'Old Chinese, non ha usato i dialetti cinesi, come ad esempio il Min, non aveva a disposizione la ricostruzione del Proto-Min, non ha ipotizzato la presenza di *-s da cui nasce un tono siccome l'ha proposta Pulleyblank riprendendo l'idea da Haudricourt, ha lavorato alla ricostruzione prima delle importanti scoperte nelle grotte di Guodian, non ha proposto la faringalizzazione per spiegare la differenza tra sillabe di tipo A e B e usa un complesso sistema di vocali, oggi ridotte a sole sei in tutte le ricostruzioni. Lo stesso STEDT, rilasciato in versione finale nel 2015, contiene una ricostruzione Baxter non aggiornata. Pertanto, le comparazioni di Matisoff andrebbero perlomeno aggiornate con una ricostruzione diversa da quella di Karlgren. Come già detto, qui non vengono trattate).

### Consonanti iniziali, semivocali, tonogenesi e prefissi
- Secondo James A. Matisoff (nel suo stesso handbook si auto-cita come JAM), le sillabe del proto-tibeto-birmano (PTB) sono composte da una consonante Ci (qui scritta "Ci" per comodità) che può essere preceduta a una o due consonanti come prefisso P1 e P2 e seguita da un nucleo composto da vocale o dittongo. La sillaba può essere chiusa da una consonante finale Cf (inclusi tre stop senza rilascio udibile di suono) e/o da un suffisso. La sillaba senza affissi si chiama "radice".
- Il PTB secondo Benedict aveva due intonazioni a cui poi si è aggiunto un terzo tono per le mutazioni tonali in combinazione (sandhi tonale), ma secondo Matisoff la tonogenesi non riguardava tutta la varietà linguistica ma si è sviluppata indipendentemente in più aree seguendo però un insieme di cause ricorrenti, un pattern/motivo uguale spiegato più avanti. Secondo la seconda ipotesi sulla pronuncia delle vocali, oltre al contrasto lunga-breve, per Weidert (1987) i tre contorni possibili non erano dati da tre toni, ma dal tipo di fonazione (vocale pronunciata in modo chiaro, con la voce rauca per una parziale serratura della glottide, vocale accompagnata da aspirazione/"breathed").
- Il proto-lolo-birmano aveva due intonazioni: intonazione nel registro acuto e nel registro grave sia in sillabe aperte che chiuse da stop o codina nasale.
- Il PTB ha un contrasto tra consonante iniziale sorda e sonora (non ha le aspirate).
- Le lingue himalayane parlate in Nepal che sono venute a contatto con quelle indo-ariane (cioè parlate grossomodo intorno alla zona dell'ex-Impero Indiano) hanno poi sviluppato le iniziali sonore con aspirazione sonora a partire dai prestiti (poi il suono è stato integrato nelle parole native. Un esempio è la lingua Limbu).
- Un prefisso formato da consonante sonora può sonorizzare C1 sorda, mentre un prefisso formato da consonante sorda può desonorizzare C1 sonora. Una sillaba che oggi è sonora e in passato era sorda e viceversa si può spiegare come un fenomeno di sonorizzazione o desonorizzazione a partire da un prefisso sordo o sonoro. Nel caso di quelli sonori, il prefisso iniziale nasale *N cade (gli esempi tipici di lingue sono il birmano e il Lahu. In lingue come il Lunquan Lolo e il Rengma invece resta).
- Le consonanti uvulari di alcune lingue tibeto-birmane moderne (come le qiangiche e lolo) derivano da un'evoluzione delle consonanti velari.
- Alcune consonanti retroflesse moderne di alcune lingue tibeto-birmane di gruppo qiangico e lolo settentrionale derivano dalla mutazione in consonante retroflessa di quello che era un cluster consonantico con, al secondo membro, una consonante liquida (e.g. l, r). Per la precisione, Matisoff individua i due cluster "kr, gl", anche preceduti da prefisso. Nelle lingue tibetiche (Matisoff le chiama con un nome preciso di gruppo, "himalayane", cioè "Himalayish") le retroflesse sono presenti in prestiti dal cinese o nepalese (il cinese ha sviluppato le retroflesse a partire dal Primo Cinese Medio; sono conservate in putonghua, fermo restando che se ne trovano anche laddove in origine non c'era una consonante retroflessa, ma cadono nei dialetti meridionali).
- Nelle lingue tibeto-birmane, le consonanti Ci labiodentali hanno origini secondarie (per esempio, sono allofoniche), dunque non hanno legati con il PTB, che non ha suoni labiodentali come /f, pf, v, ɱ/. Matisoff fa degli esempi dalla lingua Angami, mostrando come questi suoni derivano solitamente dal rimaneggiamento di una sillaba con prefisso o che inizia con le labiali /b, p/. In molte altre lingue, /v/ deriva da una mutazione della semivocale */w/, mentre /f/ deriva sempre da rimaneggiamenti (cita per esempio la lingua Lahu, in cui /f/ < PTB *hw e *ʔ-w).
- Quanto alla distinzione tra suoni palatali e dentali (sia fricativi e affricati, e.g. tsy, ts), essa era sempre presente in proto-tibeto birmano e proto-lolo-birmano ma in lingue come il Lahu e birmano si è persa, siccome quest'ultima conserva solo le palatali (le dentali sono solo allofoniche e facoltative di fronte alla vocale alta centrale /ɨ/). Nel gruppo qiangico, i suoni fricativi e affricati anche in combinazioni complesse tra loro (e.g. /ɕʃ, sʃ, ʃt͡ʃʰ/, /ʒd͡ʒ/), che però di fatto derivano da un piccolo gruppo di suoni di partenza in PTB. Prima di intraprendere l'analisi di un cluster in una lingua, bisogna comunque capire se effettivamente è un cluster o se è un fonema unico (e quindi un falso amico di un cluster), cosa che a volte può essere problematica o un problema che si rivela essere superficiale anche senza una distinzione netta. Le affricate /t͡s, d͡z/ non sono cluster (come /ts/ o /t͡sj, d͡zj/). Quanto all'evoluzione dei due tipi di suono, le dentali e palatali hanno subito una convergenza o sono mutate secondo due diversi riflessi: per esempio, in Mpi (lingua lolo meridionale) le affricate dentali /t͡s, d͡z/ sono diventate occlusive dentali /t, tʰ/, mentre le affricate palatali sono rimaste tali. A causa di una convergenza, si è persa la differenza. In Bola (lingue birmane) le affricate dentali e palatali convergono nelle occlusive dentali: la convergenza è ancora più drammatica.
- Alcune radici in PTB e PLB sono variabili tra suono fricativo e affricato e la variabilità deriverebbe da un interprestito incrociato, indicato da una > intrecciata con una < (il simbolo sembra molto alla lontana una X). Queste variazioni nelle proto-lingue vengono chiamate "proto-variazioni". Questo fenomeno spiega come mai, per esempio, *ts in molte lingue Kamarupan diventa /s/. Non è una sorta di lenizione di suono tale per cui perde il contatto tra organi, ma deriva da una distinzione netta persa già in PTB per l'interprestito. Sempre questo fenomeno spiega come mai una distinzione netta tra suoni dentali e palatali era persa pure nelle lingue birmane occidentali (WB, Western Burmish), da cui deriva il birmano moderno. Per la precisione, /t͡s, d͡z/ e /t͡ɕ, d͡ʑ/ non si distinguevano e in birmano moderno sono diventate /s, sʰ/. Sempre per questo tipo di variabilità, la */s/ in molte lingue Kamarupan è mutata in un'occlusiva dentale /tʰ/, mentre nelle lingue birmane occidentali è mutata in una fricativa interdentale /θ/ (è l'inverso di un fronting, se si pensa per esempio all'International English) o un'affricata /tθ/. Attenzione: alcune palatali in birmano moderno (Mod Bs) non derivano da mutazioni di questo tipo, ma da una palatalizzazione di un suono velare seguito dalla semivocale anteriore /j/ o dalle consonanti liquide /ɾ, l/ in WB che innesca la palatalizzazione (le combinazioni sono gy, gr, gl > c; ky, kr, kl > ch).
- In Meithei, *s > /h/, ovvero la /s/ a inizio parola in PTB muta in un'aspirazione: viene cioè colpita da debuccalizzazione. In Arbor-Miri (gruppo Padam-Mising) cade completamente (la caduta totale di un suono a inizio parola o sillaba si dice "aferesi". Se alla fine, si dice "apocope").
- La *zy è rara e oggi, nelle lingue in cui ancora si trova, di solito deriva da una mutazione posteriore in proto-lolo-birmano (dunque non si eredita direttamente dal PTB). Per esempio, in Sangkong deriva da una mutazione in PLB di *y, semivocale, o di *r, *ʔ-r, *ʔ-w, *C-š, *z/ž.
- La palatale nasale *ny è un fonema e non un cluster /nj/ e/o il frutto di una palatalizzazione.
- Le nasali sorde e aspirate, molto diffuse nelle lingue tibeto-birmane, derivano dalle combinazioni *s-n, *s-m, *ʔ-m: presumibilmente la /s/, consonante sorda, ha desonorizzano la consonante nasale o si è ridotta a un'aspirazione. In PLB *s-m era già diventano *hm aspirata, ma *ʔ(ə)-m > *ʔ-m. Pertanto, in PLB una nasale era preceduta da nulla, da stacco glottale o era aspirata, in base a tre possibilità in totale (*s- è mutata in un'aspirazione). Le nasali glottalizzate (cioè precedute da uno stacco glottale) in Nusu derivano da *s-nasale e da *ʔ-nasale (la /s/, siccome si riduce in un colpo di glottide, si debuccalizza).
- La presenza di una consonante Ci sorda o sonora, e i prefissi *s- e *ʔ- rivestono un ruolo nella tonogenesi. Per esempio, in proto-lolo PL la *s- seguita da Ci nasale con stop senza rilascio udibile di suono cade e causa il tono acuto, indicato con l'apice H. In altri casi, *s- cade e dà origine a contorni tonali con irregolarità. Si ricorda che già in PLB erano presenti i toni. In Lahu, per fare altri esempi di tonogenesi (ha tre toni), le sillabe che in PTB iniziavano con consonante nasale senza prefissi e finivano in stop hanno sviluppato un'intonazione piana grave (in più, lo stop si è lenito in uno stacco glottale). Quelle che in PTB invece iniziavano in *s- seguita da Ci nasale e stop hanno sviluppato un'intonazione piana acuta (anche qui lo stop si è poi lenito in uno stacco glottale) accompagnata alla caduta di *s-. Nelle trascrizioni di queste lingue e del PLB, una "L" come apice indica il tono nel registro grave/basso, "Low", contrapposto a quello nel registro acuto (H). Quanto al terzo, *ʔ-m nel proto-lolo per dissimilazione glottale produce in Lahu il tono crescente, trascritto con l'accento acuto (e.g. "é") e a cui si aggiunge la caduta dello stacco glottale a inizio sillaba. Il tono si è originato in PLB anche in sillabe con Ci nasale ma non chiuse da stop, ma non si capisce l'intonazione anche se le due tipologie sono distinguibili (Matisoff le trascrive con "1" e "2" come apice). Il tono di tipo 2 si è sviluppato in sillabe senza stop ma che avevano aspirazione o glottalizzazione ("sillabe complesse"), mentre il tono di tipo 1 si è sviluppato in quelle senza prefissi ("sillabe semplici"). In Lahu, il tono 1 (sillabe semplici) è diventato un tono decrescente (scritto con l'accento grave, e.g. "è"), mentre il tono 2 (sillabe complesse) è mutato in un'intonazione nel registro medio, senza diacritici. A questi pattern si affiancano delle eccezioni. Per isolare invece la tonogenesi in proto-lolo, che aveva un tono grave e uno acuto, le sillabe chiuse da stop con nasali precedute da nulla o glottalizzate hanno originato il tono grave ("low"; siccome ha lo stop, Matisoff lo chiama di preciso "low-stopped"), mentre se precedute dal prefisso *s- hanno sviluppato un tono acuto ("high", in questo contesto "high stopped").
- In lingua Bisu (lolo meridionale), le C1 nasali semplici del PLB diventano delle occlusive sonore che hanno una corrispondenza con il luogo di articolazione del suono: per esempio, la */m/ diventa /b/, da cui si nota che entrambe le consonanti sono bilabiali, cioè pronunciate con le labbra che si serrano, con ostruzione del flusso d'aria in zona/luogo labiale. Le tre mutazioni dal PLB sono */m/ > /d/, */n/ > /d/, */ŋ/ > /g/. Le C1 nasali complesse restano invariate (ovviamente il prefisso cade). In Luquan (lolo settentrionale), le sillabe inizianti con cluster con nasale al primo membro o le sillabe con C1 nasale complessa e le sillabe con C1 /l/ complessa dal PLB sono mutate in /ɳ/ retroflessa a prescindere. In Naxi, un'altra lingua lolo, tutte le C1 nasali glottalizzate (cioè con lo stacco glottale come prefisso) mutano in /f/ e /h/.
- La *r come Ci semplice del PTB ha una vasta varietà di riflessi/esiti in base o meno alla vocale successiva. Dal WB, in cui resta "r", in birmano moderno muta sempre in semivocale /j/ per palatalizzazione, come anche in altre lingue lolo-birmane. In altre lingue, si aggiunge la frizione, tale per cui diventa fricativa palatale sonora /ʑ/ o retroflessa /ʐ/ o meno /z/. In Zaiwa, Xide e Lisu la *r converge in *w, da cui si ottiene /w/ o /v/ (Matisoff chiama questa mutazione "Elmer Fudd syndwome"o "widdle wabbit" con un riferimento a un personaggio dei Looney Tunes, Taddeo, incapace di pronunciare la "r", che rende come /w/). In Hani e Akha, *ra- muta totalmente siccome la *r cade. Infine, nelle lingue lolo e in karenico la *r diventa /ɣ/ forse perché in PTB la *r poteva anche avere un'articolazione uvulare, come in francese. Alcune lingue Chin, cioè il Tiddim, Chinbok e Tedo, subiscono la mutazione di *r in /g/; in Siyin e Ngawn è ulteriormente evoluta in /ŋ/. In Meithei sporadicamente muta in /l/, come se si lenisse e perdesse le vibrazioni.
- La *y a inizio sillaba in PTB, siccome era pronunciata con una frizione, è evoluta in /z/ nel Lushai o in affricata palatale in alcune lingue Kamarupan. In Luhai, la *y è preservata e vi converge *z. Se è il secondo membro di un cluster, a causa di interprestiti c'è confusione nell'esito (a questo si aggiungono i casi in cui culmina in consonanti retroflesse).
- La *w semiconsonantica, se non resta tale (attenzione a *r > /w/, il "widdle wabbit"), dal PTB evolve in /v/. Il terzo esito, in alcune lingue lolo, è /ɣ/ a causa di antiche proto-variazioni tra *w e *r. Un esempio di esito in /v/ è in Lahu, a cui si aggiunge /ɣo/ e /ɣu/ siccome il Lahu non permette /vo/ e /vu/ (WB: w). In Karenico, *r e *w convergono in /ɣ/. In Pa-o e Palaychi, *w del PTB muta in aspirazione /h/.
- La *l come Ci del PTB in Garo converge in "r". Curiosamente, nella stessa lingua -r come finale di sillaba muta in -l. In Meithei, la *l può restare (vi convergono delle mutazioni di *r) o mutare in r-. In PTB
- Esattamente come le nasali sorde, anche le consonanti sorde hl e hr derivano dai medesimi suoni preglottalizzati o preceduti da *s-. In PLB, questi suoni possono essere preceduti dallo stacco glottale o da una consonante sorda, tale per cui si forma un cluster (dall'esito tonale in sillabe chiuse in lingue come il Lahu si ricostruisce questa composizione. Per esempio, dalla caduta dello stacco glottale come prefisso in questo contesto nasce un tono ascendente nel registro acuto, mentre Ci muta in /h/ o /f/, quindi in una fricativa sorda).
- L'iniziale Ci */h/ è alla base di alcune nasalizzazioni di vocale nelle lingue tibeto-birmane per rinoglottofilia. In alcune proto-variazioni, */h/ e *[/k/ con prefisso] si alternano. Questo suono è laringale e siccome questi suoni sono emessi pure da animali e si possono modulare per imitare i suoni della natura, in PTB la */h/ e lo stacco glottale come C1 si ritrova in molte parole onomatopeiche.

### Semivocali e cluster
- Le combinazioni Ci+ semivocale /w, y/ e /ɾ, l/ (inclusi *ty e *dy palatali) vengono considerate e analizzate come cluster (Benedict considerava *sy, *zy, *tsy e *dzy come fonemi unitari) e subiscono mutazioni. A queste, si uniscono poi le consonanti labializzate, che però non sono cluster. In WT, siccome manca "kw", PTB *kw > WT khy. Le lingue TB hanno come semivocali /w, y/ ma il dialetto Dayang del Pumi, /wi/ per effetto della vocale anteriore alta sviluppa la semivocale arrotondata /ɥ/ (/ɥi/), presente anche in cinese e francese. Il cluster *my dal PTB in alcune lingue qiangiche e dialetti tibetani tende a diverntare /nj/ o /n/. Convergono dunque in *ny > ny. *By in lingue come il Sani, Dafang, Mile (Axi) e Mojiang muta in un suono dentale retroflesso o meno /d, ɖ, ʈ/ e /d͡z/ affricato dentale in Naxi (Yongning). I cluster con *-r- e *-l- mediale, se in talune lingue non provocano una retroflessione, allora subiscono una fricativizzazione solitamente in /ʐ/ o, in altri casi, /ʂ, ʒ, ʃ, ʃʰ/ (gli ultimi tre sono solo in Pumi Dayang. La prima è in Pumi Dayang e nei dialetti Jingpho), e.g. *pr > pʐ. Secondo Matisoff, il proto-lolo-birmano è la ricostruzione migliore da cui si capisce da che secondo membro era composto il cluster in tutte queste casistiche: *-y-, *-r-, *-l- sono ben distinti. Anche se -l- è attestato nelle iscrizioni in Old Burmese/birmano antico, deriva sia da *-l- che da *-r-, ragion per cui non è affidabile pure se è la prima varietà dotata di un alfabeto (per la precisione, un abugida sorto da una scrittura brahmica come spesso avviene anche per altri alfabeti abugida). In più, le iscrizioni in birmano antico hanno anche l'iniziale aspirata in dei casi: il proto-tibeto birmano e il proto-lolo-birmano non hanno aspirate, e.g. "cucinare" PTB *klak > Old Burmese khlyak (non c'è asterisco: è attestato). Matisoff si rivolge all'Old Burmese/birmano antico come "birmano delle iscrizioni" (Inscriptional Burmese) con riferimento alle iscrizioni su pietra, e.g. la stele di Myazedi del 1113, agli esordi dell'Old Burmese. Un altro esempio è "bianco" PTB *plu > OB phlu > phru (la *-l- in PTB muta in -y- solitamete dopo le consonanti velari o muta in -r- in birmano moderno). L'ultimo esempio, da cui si nota la mutazione di *-r- è "piede" PTB *krəy" > OB *khley > kre. La *-l- viene conservata in dei casi nelle lingue lolo meridionali come il BIsu e Mpi, da cui si ricostruisce. In Lushai, *-l- è preservata ma se preceduta da consonante velare, quest'ultima muta in dentale (*-r- invece genera una consonante retroflessa /ʈ/ se la consonante è sonora; /ʈʰ/ se sorda). In Tiddim, anche se insieme al Lushan sono lingue Chin, *-r- e *-l- cadono completamente, ma la consonante C1 non muta. Nel dialetto Dayang del Pumi (gruppo qiangico) genera delle retroflesse /ʈ/, assenti in tutti gli altri dialetti (in Jinghua e Taoba infatti sono presenti /ʈʂ/) e, se dopo C1 labiale, si fricativizza e si può pure retroflettere. I cluster *tr e *dr in PTB derivano da prestiti austronesiani e sono rari. Attenzione a non confondere *sr come cluster e *s-r come prefisso e C1. Il cinese antico/Old Chinese possiede questi cluster (cioè con *-r- al secondo membro) ma, nei prestiti cinesi (il PTB ne possiede) secondo Matisoff è poco utile per distinguere le due casistiche. Nel trattare l'Old Chinese, Matisoff cita la ricostruzione di Karlgren (che non ha usato i dialetti cinesi e non menziona le lingue sino-xeniche) e usa anche una versione non definitiva della Baxter-Sagart (l'ultima versione risale al 2014, mentre l'handbook è del 2003) e, pur citando lo STED (cioè il suo stesso software di ricerca) per la ricerca di etimologie e radici del PTB, non cita il celebre dizionario etimologico di Schessler, siccome è del 2007. i cluster *zr e *zl sono ricostruiti solo in due casi e *zr si originerebbe pure da un prestito cinese (Matisoff cita sempre l'Old Chinese, parlato durante le Primavere e Autunni, periodo nel quale inizia la migrazione dei tibeto-birmani verso sud, 771 a.C. L'Old Chinese viene fatto finire con la caduta della Dinastia Han per l'interregno della Dinastia Xin, caduta nel 23 d.C.. Il Primo Cinese Medio è molto posteriore: se l'inizio si fa coincidere con la fine della Dinastia Jin e l'inizio delle Dinastie del Nord e del Sud, inizia nel 420 d.C.). *ml e *ŋr sono rari in PTB. Esiste anche una casistica con due semivocali di fila, *-yw-.

### Rime/nuclei di sillaba/le vocali in sillabe aperte
- Il PTB ha una distinzione tra vocale breve e vocale lunga, importante in particolare nelle sillabe chiuse (cioè chiuse da consonante). Se la sillaba inizia per vocale o per dittongo, lo stacco glottale a inizio parola non era obbligatorio perché non ha valore contrastivo tra sillabe (cioè non le differenzia), ma Matisoff lo ricostruisce ogni volta. Le vocali mutano con pattern ma, in generale, sono pieni di eccezioni, ragion per cui per Matisoff durante la ricostruzione è sensato analizzare i mutamenti di singole rime, e.g. *-wa, -ya, -wak, -wap, -wat, -wan in un'altra lingua rispetto a una macro-visione di insieme di una sola vocale, e.g. *-a. I pattern di mutamento sono collegati a che tipo di Ci iniziale, mediale e finale (e talvolta perfino il tono) è presente.
- Il PTB ha di base sei vocali: /a, e, i, o, u/ e la vocale neutra schwa (/u/ è raro, /i/ ancora di più). A esse si aggiungono due semivocali, *y e *w. Oggi le lingue tibeto-birmane hanno da 5 vocali a sistemi molto complessi che uniscono un gran numero di vocali, sorte durante l'evoluzione di ogni lingua, anche eventualmente a vocali colpite da nasalizzazione e a un gran numero di dittonghi (una vocale singola, cioè l'opposto di un dittongo, si può chiamare monottongo, "monophthong"; i dittonghi in linguistica sono ascendenti e discendenti: i primi iniziano per semivocale /j, w/ e, in altre lingue, anche con semivocale /ɰ, ɥ/ e hanno il secondo elemento, cioè la vocale, accentata; nei trittonghi, una vocale è forte e altre due sono deboli). Un esempio di casistica di sistema di rime complesso è quello del dialetto Dayang del Pumi/Prinmi, una lingua qiangica, piena di vocali, di cui alcune a loro volta hanno la controparte nasalizzata, e di dittonghi nasalizzati e non. Alcune rime/nuclei sono più diffusi di altri, tali per cui si dividono in due gruppi: primari e secondari (i secondari si possono mettere tra due parentesi tonde come ha fatto Benedict, a cui risale il primo grande lavoro di ricostruzione delle rime in PTB).
- I monottonghi *-o e *-u hanno subito una convergenza con i dittonghi *ey e *ow in lingue come il birmano e il Lahu, ma con paragoni questa convergenza/merger è individuabile.
- La *-a è la vocale più diffusa e che muta di meno sia in PTB che in PLB. Se muta, diventa una vocale posteriore (e.g. /u, ɯ o, ɔ, ɒ/) nelle lingue lolo (Loloish languages); in Chang Naga può anche dittongarsi in "au, ou" oltre che mutare in "o". In due lingue kareniche centrali, Kayah Li e Blimaw, muta rispettivamente in /e/ e /ɛ/, mentre nel dialetto Dayang del Pumi muta perlopiù in /i/ (/ɨ/ dopo le palatali, /ɒ/ dopo le uvulari, bilabiali e dentali), come anche *-wa > wi in Dayang. Anche il tangut, di cui esistono dizionari e ricostruzioni (e.g. Gong Hwan-Cherng, 1999) aveva la mutazione in /i/ (in più aveva due toni, segnalati con l'apice "1" e "2"). Esiste una variazione *-a >< *-ay in PTB a causa di un suffisso palatale (sono cioè sillabe postpalatalizzate).
- *-u in PTB è raramente attestato in tibetano scritto ed è ricostruibile attraverso il PLB e le lingue Nungish (Jingpho, Lushai, Garu) +tibetano e birmano scritti: dalla comparazione si ricostruisce *-u > u e *-əw > u (ma WB: -ûi). Anche nelle lingue lolo-birmane tipicamente PTB e PLB *-u > -u; quanto a *-əw > /ɯ, ø/ e Lahu /ɔ/ (più aperta rispetto a *-a > /o/) eccetto dopo le bilabiali (e.g. "p, ph, m"), in cui in Lahu diventa /u/, idem in Ahi e Nyi/Sani. Quando un dittongo diventa una vocale unica/monottongo, si parla di monottongizzazione ("monophthongization"), il contrario di dittongazione (diphthongization). In Maru, curiosamente, *-əw > -uk: si aggiunge uno stop a fine sillaba. Lo stesso avviene in PLB *-əy > -it: la sillaba da aperta diventa chiusa.
- *i, molto rara e presente anche in PLB, si ricostruisce in PTB attraverso le tracce in WB e qualche lingua lolo-birmana. In WB si trova /i/, in cui converge anche il dittongo *-iy. In WB, dove si trova /e/ vi culmina *-əy (presente anche in PLB) siccome nelle primissime iscrizioni era proprio scritto -iy (non si mette l'asterisco: è attestato). In Lahu, *-əy > /ɨ/ (/i/ dopo le bilabiali, n e PTB *l > m; /ɔ/ se in PTB la consonante iniziava con Ci *l con un prefisso/prefissata; /ɨ/ se Ci era *w- o se*-w- era la semivocale).
- *-e è anch'essa rara e problematica.
- *-o si ricostrisce dal Jingpho e dal tibetano scritto e da "au" in birmano scritto.
- *-ey, *-ay e *-a:y erano già soggetti a variazioni in PTB, ragion per cui sono soggetti a convergenze nelle lingue derivate (e.g. Garu, Jingpho, Dimasa, Lahu, Lushai): non sono cioè tutti e tre distinti chiaramente. In WB *-a:y converge in -ai breve e *-ey si contrae in vocale unica /i/. In tibetano scritto, tutti e tre convergono in "e". Matisoff ricostruisce la differenza tra *-ay e *-a:y da un paragone con il Lushai, in cui si vede una differenza originale tra i due (la versione breve culmina in "ei", quella lunga in "ai"). La versione breve è ricostruita di default per differenziarla da quella lunga: non ci sono cioè prove dirette che fosse breve.
- *-way e *-wa:y vengono ricostruite dal WB "wai" (versione unica), laddove oggi le lingue derivate hanno perso in gran parte dei casi la semivocale /w/, ma contengono un contrasto da cui si ricava la ricostruzione breve e la controparte lunga (PTB *-way > Lushai "ei"; PTB *wa:y > Lushai "oi/uai").
- *-ow, *-aw, *-a:w si ricostruiscono dal WB. gli ultimi due convergono in "au", ma in Lushai la versione breve è "ou", quella lunga è "au", il che attesta una differenza originaria. In più, il fatto che la versione con allungamento vocalico preserva la vocale forse deriva proprio dal fatto che la vocale era lunga e quindi chiara e ben marcata. *-ow invece dal PTB muta in "u" in WB, ma si riconosce come dittongo dal Jingpho, Dimasa e Lushai, in cui è un dittongo. In particolare, in Lushai resta "ou". *-uw e *-əw dal PTB cessano di essere dittonghi: diventano perlopiù /u/, ma in WB è attestato "ui". Quanto a *-ow, nelle varie lingue si monottongizza in /u, o/ ma si nota un dittongo in Lushai ("ou") e talvolta in Dimasa. In talune radici, era presente la variazione *-ow >< *-əw.
- *-oy viene ricostruito dal Lushai "oi/ui/uai" (WB "we"), mentre *-wa:y si ritrova in WB "wai" (Lushai "uai/oi").
- Il dittongo raro *-ew si ricostruisce dal Lushai "eu" e Lakher "ei/ua" (quindi due dittonghi).

### Code di sillaba/consonanti finali
- In PTB le sillabe possono essere chiuse da tre stop senza rilascio udibile di suono *-p, *-t, *-k, da tre codine nasali, *-m, *-n e *-ŋ e da due semivocali in dittonghi discendenti: *-y e *-w. A questi suoni si aggiungono le finali *-s, *-l, *-r. Il Proto-Mon-Khmer in più aveva le palatali -/t͡ɕ/ e -/ɲ/ e l'aspirazione -/h/. Le prime due rime in prestiti Mon culmina nel WB -ik e -iŋ, adattate alla fonetica nativa. Gli stop e le nasali si trovano attestate già in WB e in numerose lingue. In altre sono sparite completamente ma hanno lasciato una traccia della loro presenza nell'evoluzione della lingua. Nei dialetti settentrionali delle lingue Qiang -/z, ʐ/ è un'elaborazione posteriore, derivata dalla riduzione di una seconda sillaba in una parola che in origine era un composto (la seconda sillaba iniziava in /z/ e non cade nei dialetti meridionali). Nel dialetto Kanauri ci sono dei cluster a fine sillaba (e.g. -ms, -rk, -ls, -rz), ma derivano da prestiti indo-ariani o da un suffisso attaccato alla Cf.
- I tre stop senza rilascio udibile di suono *-p, *-t, *-k del PTB rimangono in PLB (il più diffuso è *-k), mentre oggi in base alla lingua sono ritenuti o si leniscono tutti e tre o parte di loro in uno stacco glottale a fine sillaba. Per esempio, in Lahu diventano degli stacchi glottali, accompagnati poi dalla mutazione della vocale secondo i suoi pattern (e.g. *-ap > oʔ; *-at > eʔ; *-ak > aʔ). In cinese è avvenuta una mutazione simile: dal Primo Cinese Medio, si sono conservati o tutti (dialetto cantonese/Yue, Hakka) o in parte (hokkien), mentre in parte dei casi o tutti i casi si sono leniti in uno stacco glottale (guanhua, shanghainese, Fuzhouhua). In putonghua sono completamente caduti. Riguardo alle altre lingue, in WT (tibetano scritto) e Dzongkha, Lepcha, Lushai, Kanauri, Mikir e Garo restano tutti. Se in Lahu si leniscono tutti, in altre lingue esiste una soluzione intermedia, tale per cui alcuni restano e altri no (e.g. in Jingpho/Kachin e Nung ne restano due; -p e -t; la *-k si lenisce in uno stacco glottale; in Thebor e Dimasa la *-k cade completamente). Oltre al Lahu, in cui diventano stacchi glottali, anche in birmano moderno tutti gli stop si leniscono, ma danno origine non a stacchi glottali, ma a due costrizioni glottali: il terzo tono si pronuncia con la voce rauca/creaky voice (cioè si serra in parte la glottide), mentre il quarto tono è glottalizzato, cioè chiuso da un colpo di glottide (assomiglia a un moderno tono entrante/checked tone/stopped tone nei dialetti cinesi o a un tono in vietnamita meridionale). In più, in birmano moderno le nasali del PTB e PLB cadono e provocano una nasalizzazione della vocale precedente, come in molti casi avviene in portoghese e francese (il Lahu ritiene le nasali). In Lahu lo stacco glottale è pure un suffisso per indicare il modo imperativo (ma come suffisso si trascrive con il trattino. Matisoff lo chiama "Imperative glottal stop", "stacco glottale imperativo"). In Mpi svariati stacchi glottali come Cf sono falsi amici, mentre alcuni *-k sono mutati in -ŋ con la voce rauca (viene trascritta "ŋʔ". Niente trattino siccome non è suffisso: non vanno confusi con Cf). Il Chepang (parlato in Nepal centrale) ha sviluppato una differenza tra finali con aspirazione e finali con voce rauca (trascritte per esempio come "mh" e "mʔ").
- Gli stop *ik e *it diventano -ac, con finale palatale, in WB e in birmano moderno mutano in /ɪʔ/. Preserva bene gli stop, ma se si vogliono ricostruire le vocali, servono ulteriori comparazioni con le lingue lolo come il Lahu.
- In sillabe chiuse, l'allungamento vocalico di base teneva il suo valore contrastivo, anche se ci sono numerosi esempi di proto-variazioni. La versione lunga e breve può portare a due esiti/evoluzioni diverse in una stessa lingua, da cui si individua e ricostruisce la differenza. Per esempio *-ap in Garo resta -ap, mentre *a:p lunga muta in "o".
- Le nasali nelle lingue tibeto-birmane derivano sia dalla caduta di Cf nasale, sia dalla rinoglottofilia per la Ci laringale (e.g. stacco glottale) o nasale. In casi sporadici delle sillabe aperte hanno acquistato una Cf nasale durante la loro evoluzione, diventando chiuse (e.g. delle sillabe inizianti il "p" bilabiale in Lai Chin). La differenza contrastiva tra vocali lunghe e brevi in PTB si trova pure in casi di Cf nasale. Parecchie combinazioni erano chiuse da *ŋ, seguite poi da *-n. Quelle in *-m sono più sporadiche. Tutte le vocali potevano essere seguite da nasali eccetto una sola combinazione: **-om (Matisoff con il doppio asterisco indica combinazioni impossibili e inventate). L'allungamento vocalico si può ricostruire sono in *-a:, i:, u:. Le nasali, quando cadono completamente dal PTB e PLB anche senza lasciare tracce di nasalizzazione, lasciano comunque tracce di altro tipo: per esempio, in Lahu da ogni finale possibile con Cf nasale (o da coppia o da trio) deriva una precisa vocale.
- In PTB ci sono alcuni casi di proto-variazione *-an >< *-ay.
- -añ in birmano scritto deriva dal PTB *-iŋ, *-eŋ, *-in, *-en, da cui si individua non solo una mutazione di vocale, ma anche una palatalizzazione causata da un'antica vocale anteriore. Alcuni casi di derivazione completamente irregolare avrebbero origine forse dai dialetti.
- *-ang e *-ak sono le finali meglio attestate nelle lingue tibeto-birmane. Le altre sono più rare (per esempio, *-e- e *-o- seguito da stop sono le combinazioni meno attestate). *-k è molto diffuso, mentre *-p è lo stop più raro. *-a:k e *-a:p (non esiste **-a:t) resta inalterato in Lushai (non sono qui trattate queste vocali+stop precedute da semivocale); *-ak resta inalterato in Lushai, Garo, WT e WB, come anche *-at e *-ap. In qualche caso sporadico, esistono proto-variazioni tra sillabe chiuse da stop (per la precisione, tra stop e tra Cf nasale con la lingua nella stessa posizione dello stop. Dunque, -k > ŋ; -t > n; -p > m. In coreano esiste una simile corrispondenza nel momento in cui uno stop a fine sillaba si sonorizza e muta in nasale se seguito da un suono nasale).
- *-ik e *-i:k sono entrambi attestati in WT e Garo ma in versione breve. La differenza si mantiene in Lushai. La stessa impostazione si ha pure in *-it e *-i:t (in più sono attestati anche in Jingpho/Kachin, anche se entrambi in versione breve, mentre in WB *-i:t è piuttosto fedele ma si riduce in vocale breve). *-ip e *-i:p sono attestate in entrambe le possibilità solo in Lushai e Garo (e solo in Lushai l'allungamento vocalico è preservato). *-uk e *-u:k sono attestati e differenziati in Lushai, mentre in Jingpho/Kachin si riduce in /u/ breve seguita dallo stacco glottale. Si trova solo la versione breve in WT. In Tangkhul Naga, *-uk perde lo stop e la vocale diventa non arrotondata/aprocheila, /ɯ/ (questa vocale è presente pure in giapponese moderno, thailandese e coreano). *-u:k lunga in Garo converge in -ik. *-ut ha la sola versione breve e si ritrova in WT, WB e Jingpho (in Garo, converge con -it). *-up forse ha solo la versione con vocale breve ed è attestata in WT, WB, Jingpho e Lushai. *-ek, solo breve, è attestato in WT, Bodo-Garo e Lahu (ma lo stop si lenisce in uno stacco glottale). *-et, solo breve, è ricostruito da Matisoff in tre radici e la sua presenza è ipotizzata e la sua attestazione nelle varie lingue dovrebbe seguire grossomodo quelle esposte finora. *-ep, molto raro e solo breve, è attestato in Jingpho, Lushai e Bodo-Garo. Questa rima converge in *-ip in proto-lolo-birmano e vi deriva il Wb "-ip". *-ok, rara e solo breve, è attestata in Lushai e WT. In WB si dittonga in -auk. *-ot, rara e solo breve, è attestata in WT e Jingpho, mentre in WB converge con -at. *-op e *-o:p sono le più rare in assoluto e sono attestate in Lushai (solo la breve), Dimasa (solo la lunga, ridotta però in breve) e Lahu (la lunga; la breve si riduce in /ɔʔ/).
- *-r e *-l sono molto variabili durante l'evoluzione delle lingue tibeto-birmane: in alcune cadono completamente, in altre una cade e l'altra no, mentre in altre ancora si mescolano tra loro, mentre nelle ultime una o entrambe convergono in -n. Ma da una comparazione non solo emerge la presenza di due finali, ma si riesce a ipotizzare che siano *-r e *-l e si riescono a tracciare le loro evoluzioni guardando l'esito e il riflesso sulla vocale (in particolare in WB). Tipicamente, prima di una Cf liquida si trova un allungamento vocalico e/o una Ci laringale o una semivocale o nulla (inizio-zero/zero-onset). Secondo Matisoff, la presenza di allungamenti si spiega con il fatto che le liquide sono sia consonanti che sonanti, tali per cui il loro valore (come avviene in lingue come l'hindi, lituano, proto-indo-europeo e alcuni dialetti cinesi come il cantonese, shanghainese e hokkien) è anche vocalico. Quindi è normale che attirino un allungamento o che fungano esse stesse da allungamento (e.g. e:l > ellll). In delle sillabe nelle lingue tibeto-birmane moderne, la liquida come Cf deriva da un mutamento a partire da *-r-, quindi sono falsi amici. Le lingue che ritengono *-r e *-l sono il Lushai, Kanauri e Lepcha (famiglia Chin), WT (ma non marca la distinzione tra vocale breve e lunga), Nung, Dimasa, Naga settentrionale, Mising/Miri e rGyalrong Zhuokeji. In Garo, entrambe convergono in -l. In Mikir, la *-l cade e tutta la vocale muta in /i/. In Tangkhul Naga di nuovo cade *-l e a volte muta in -y, mentre *-r resta dopo le vocali che in PTB erano lunghe e dopo la /a/ breve; dopo le vocali posteriori /u, o/ muta in -y, mentre in tutti gli altri casi cade. In Jingpho entrambe convergono in -n. In Sangkong *-ar e *-al mutano in -an, ma *-an è ben riconoscibile perché muta in /e/. In Tiddim Chin e Siyin *-r converge con lo stop -k (curiosamente, in Tiddim Chin *r- > g-): entrambe le mutazioni fanno pensare a un'antica pronuncia alternativa uvulare di questo suono simile al francese e portoghese. In Tiddim, in più, la *-l viene conservata. In Sulong diventa di solito uno stop -t e -k. In Meithei entrambe di solito diventano -l.
- Quanto alle combinazioni delle due Cf liquide, la *-r compare con tutte le vocali lunghe e brevi del PTB tranne che in **-ir (in realtà è presente, ma come proto-variazione). Il Lushai, una lingua Kuki-Chin, di solito conserva la vocale lunga. Esistono delle proto-variazioni a livello di vocale prima della Cf (e.g. *-ur >< *-ir. Questo è anche un esempio di */ir/). *-er e *-or sono rari.
- La *-l, invece, compare con tutte le vocali lunghe e brevi tranne **-ol. Il Lushai è molto conservativo e in più preserva l'allungamento vocalico. Quanto all'Old Chinese (Baxter-Sagart, 2014), come finale oltre agli stop e ai suoni nasali e ai suffissi *-s, *-ʔ (la cui caduta innesca la tonogenesi in Primo Cinese Medio/Early Middle Chinese/EMC), poteva avere la liquida *-r, che poteva essere seguita dai suffissi e dunque essere *-rs e *-rʔ. Secondo gli autori, questo suono muta perlopiù in semivocale /j/, cosa che effettivamente avviene in EMC. Nella ricostruzione Baxter-Sagart, non è prevista **-l finale, a differenza di altre ricostruzioni. La prima ricostruzione a proporre la tonogenesi dalla caduta di suoni è quella di Edwin Pulleyblank (a differenza di quella di Karlgren e Li Fang-kwei).
- *-s come Cf è ricostruito in una decina di radici. In WT, Kanauri, Chepang e rGyalrong viene preservata, mentre in altre lingue come il Garo, Meithei e Tangkhul sparisce senza lasciare tracce. Nelle lingue Chin come il Lushai, si lenisce in uno stacco glottale. In Jingpho, Lepcha, Nung, Mikir e karenico converge in -t. La vocale precedente è sempre breve e l'unica combinazione assente è **-os. Con *-es ricostruisce una sola radice, con *-us due.

### Prefissi
- I prefissi in PTB sono stati individuati dal Wolfenden (1929) e Benedict, che individua sette prefissi (o "proto-prefissi"), di cui tre hanno un preciso contenuto semantico/di significato dato alla radice (*s-, *m-; *ʔa- con variazioni) e quattro sono più vaghi (*b-, *d-, *g-, *r-), a cui si aggiunge *l-. Si ricorda che il trattino separa il prefisso dalla radice. Le lingue tibeto-birmane di cui Matisoff riporta degli esempi hanno ancora dei prefissi, da cui si ricostruisce il sistema antico con le comparazioni (è sufficiente avere una grammatica della lingua per capire quali sono e come funzionano. Alcune grammatiche possono anche essere antiche: si pensi, per esempio, alle grammatiche di cinese mandarino dei missionari gesuiti scritte nel Cinquecento, Seicento e Settecento e alle prime grammatiche di dialetti cinesi scritte nell'Ottocento. Se poi si aggiunge che l'Old Tibetan e l'Old Burmese sono attestate in iscrizioni decifrate e tradotte, da queste stesse iscrizioni si può estrapolare qualche tratto grammaticale dell'Old Tibetan da cui non solo si possono effettuare ulteriori traduzioni e scrivere anche dizionari di varietà antica di lingua, ma da cui si possono effettuare anche comparazioni). Matisoff fa degli esempi di prefissi direzionali nelle lingue qiangiche e i prefissi per il possessivo nelle lingue Chin.
- Riguardo a due prefissi ricostruiti, *m- si riferisce a verbi stativi/di stato (l'azione è rivolta verso l'interno, non un oggetto diretto), mentre *s- indica l'azione con un verbo transitivo (cioè che regge il complemento oggetto diretto verso cui l'azione tende) o con il causativo ("far fare; lasciar fare; fare in modo che"), e.g. profumare di/avere odore di VS annusare. In birmano moderno, *s- muta in aspirazione della consonante per la perdita del prefisso, rintracciabile in coppie di verbi aventi questa distinzione (prat "essere tagliato in due"; phrat "tagliare in due"). In Lahu, simili coppie hanno alternanza di consonante sorda-sonora (da *s- deriva la consonante sorda). In Lahu, la presenza di *m- non ha influenza sulla tonogenesi. In proto-lolo-birmano, con le radici in *w il causativo si forma con la preglottalizzazione *ʔ-w. Sia in PTB che PLB esisteva *s-, per in proto-lolo si debuccalizza in uno stacco glottale *ʔ- (si ricorda che il Lahu non ha nasali e liquide sorde, che invece si trovano in birmano moderno). Nelle lingue tibeto-birmane odierne, se il prefisso si conserva può essere separato dalla radice da una vocale neutra schwa, creando dunque sillabe formate dalla struttura [sillaba minore blandamente attaccata + sillaba principale]. Queste sillabe, secondo un neologismo di Matisoff, si dicono "sesquisillabiche" da un grecismo che significa "uno e mezzo" (anche l'Old Chinese ricostruito da Baxter-Sagart, 2014, ha sillabe sesquisillabiche). In alternativa, il prefisso cade e non è più rintracciabile o altera C1 o si fonde a C1 (e.g. *g-y > affricata) o si riprefissa (davanti a quello che resta del prefisso vecchio se ne aggiunge uno nuovo). Quando un prefisso innesca la tonogenesi, si dice che si "tonalizza". In Naxi, per fare un esempio, *s-N ha una caduta di prefisso e *ʔ-N fa mutare C1 in /h/ o /f/. Il prefisso *s- si usa anche prima di nomi di animali e parti del corpo e deriva da una riduzione di *sya, "animale, carne, corpo". Il Kanauri (lingue West Himalayish) preserva *s-n come /st/. In Garo, *s-m vede la caduta di *s-, mentre in Bodo e Dimasa cade e muta la */m/ in /h/ laringale.
- Lo stacco glottale come prefisso in *ʔa- >< *(ʔ)ə- >< *ʔaŋ- >< *ʔə̃- >< *ʔak- si usava in parole che indicano la parentela e per il possessivo alla terza persona, senza distinzioni apparenti di genere. Davanti a un verbo, indicava l'accordo con la terza persona come soggetto o funzionava da nominalizzatore (e.g. usare > l'utilizzo; studare > lo studio/lo studiare/l'atto di studiare) o specifica che il verbo è intransitivo (assomiglia a *m- e *s- contemporaneamente. Questi ultimi due, a differenza dello stacco glottale, hanno comunque due usi ben distinti, di contro). Davanti a un nome, lo stacco glottale in più dà maggiore salienza al nome/vocabolo colpito se fa parte una costruzione ampia e complessa. Questo prefisso ha più varianti, forse semplici varianti o differenze precise. In Lahu, dall'osservazione del sistema tonale, si ricostruisce che tutte e tre le possibilità base (stacco glottale semplice, con nasalizzazione per rinoglottofilia innescata dallo stacco o rinforzo nasale e con stop senza rilascio udibile di suono) erano presenti. Il primo muta in /a/ e ha innescato il tono nel registro medio, il secondo è diventato /ɔ/ con il tono decrescente (si trova pure in prestiti dallo Shan e birmano) ed è diffusissimo in Lahu, mentre il terzo diventa /a/ con il tono crescente. *ʔaŋ- era sicuramente presente in proto-lolo PL a partire da alcune lingue lolo meridionali come il Bisu (davanti a nomi/radici nominali aggettivi, che di fatto comunque sono verbi attributivi come in cinese), Phunoi (davanti a radici verbali e molti nomi; muta in PL *aŋ- > ʔɑ̃-) e Sangkong (davanti a radici nominali). In Nung evolve in əŋ- e serve a formare delle nominalizzazioni. /a/- davanti a parti del corpo si trova pure in Tangkhul Naga. In Lotha Naga *ʔaŋ- > o-, a cui si aggiunge ʔiŋ > e-. In Mikir sono ben tre e sono usati davanti a nomi e verbi anche per creare il genitivo (complemento di specificazione): a-, ang- e ing-, con alcune sovrapposizioni/scambi.
- Il PLB aveva delle occlusive Ci glottalizzate, in cui lo stacco glottale era un prefisso. Queste combinazioni sono state ricostruite in PLB dalle scoperte di Burling (1968) e Björverud (1998) e sono ʔ-p, ʔ-b, ʔ-m, ʔ-n, ʔ-l. In proto-lolo, prima delle consonanti non nasali *s- e *ʔ- hanno subito una convergenza verso il secondo. In generale, le glottalizzazioni di consonante erano presenti pure in proto-Karen (l'antenato da cui discendono le lingue kareniche) secondo Haudricourt e Benedict e sono presenti pure nei dialetti Jingpho (per esempio, nei vocativi riferiti a termini di parentela).
- *m- come prefisso nasale si trova ancora in coppie di parole in Daai, una lingua Chin come /m/ e anche /ŋ/. In Nungish e Kuki-Chin-Naga, due branche di lingue tibeto-birmane, si è evoluto parecchio, diventando /p, pʰ/. Il tibetano scritto mostra anch'esso una m- (/mə/?) e una lettera controversa romanizzata come ḥ-, che secondo Matisoff è una nasale sillabica preglottalizzata. Il Jingpho presenta mə- e un altro prefisso nasale che si assimila in base alla consonante successiva. Matisoff ricorda di non confondere "m" con "m-": la seconda indica una Ci prenasalizzata (e /m/ è un prefisso): non ha cioè valore sillabico perché non costituisce sillaba: è la C1 a costituire la sillaba. Le prenasalizzate sono presenti pure nelle lingue Himalayish, lolo meridionali e qiangiche (la lingua qiangica con l'attestazione più antica è il Tangut/tanguto/Xixia, che come scrittura utilizza dei caratteri cinesi stilizzati molto complessi). I Tangut, un popolo tibeti-birmano originatosi dai nomadi Xianbei, hanno avuto anche uno stato imperiale, l'Impero Tangut (1038-1227), conquistato da Gengis Khan. Esistevano da prima della Dinastia Tang e la scrittura tangut venne coniata nel 1036 sotto la supervisione dell'Imperatore Li Yuanhao. L'ultima traccia della scrittura tangut risale al 1502. A oggi si conoscono circa 5800 caratteri (nessuno di essi è un pittogramma). Un'opera famosa è un dizionario di caratteri tangut di N. A. Nevskij. La branca di studi che si occupa dei tangut si chiama "tangutologia". Il tangut sarebbe una lingua qiangica settentrionale. Nelle lingue Kamarupan, le prenasalizzate abbondano al punto tale che le lingue stesse le mostrano nel loro stesso nome (e.g. Mzieme).
- Tutti gli ultimi quattro prefissi sono attestati direttamente o sono ricavabili indirettamente dalle lingue tibeto-birmane e derivano dal PTB: sono *b-, *d-, *g-, *r-, a cui si aggiunge *l-, dal significato semantico più vago. *r- come prefisso in PTB si ritrova in verbi transitivi e intransitivi. Viene conservato in tibetano scritto (fermo restando che la lettura odierna tratta molti cluster conservati in ortografia come consonanti semplici, tale per cui c'è un distanziamento tra grafia e pronuncia odierna: l'ortografia segue la pronuncia antica e il fatto che è conservativa da un lato può creare difficoltà in pronuncia, lettura e scrittura: si pensi alla bassa corrispondenza tra grafia e pronuncia in inglese moderno e alle numerose finali mute in francese moderno. Di contro, una scrittura conservativa permette di lavorare sulle varietà antiche di lingua e, una volta ricostruite, di riutilizzarle per comparazioni). In altre lingue, *r- si vocalizza e diventa una sillaba minore in sillabe sesquisillabiche (per esempio, a *r si antepone /a/ in Magar e /o/ in Kham, entrambe lingue Himalayish parlate nel Nepal centrale. Diventa /ar/ pure in Mikir, una lingua Kamarupan)
- *l- non fa parte della lista ufficiale di prefissi ed è solo presente in due radici di PTB, *l-nga e *l-tak, "ascendere". Probabilmente deriva da una contrazione di *lak, "mano". Questo prefisso evolve in lə- in Jingpho. Molti di questi vocaboli sono riferiti agli arti, mentre in altri serve a nominalizzare un verbo. Secondo un'altra ipotesi sulla sua origine, deriva dal PTV *r-. Alcuni prefissi simili a quelli del Jingpho si trovano pure in Punoi (lolo meridionale).
- *b- invece si trova in dei nomi, mentre nelle lingue Bodo-Garo e Naga il pronome di terza persona inizio a /b/ o /p/, che Matisoff collega a questo prefisso. In tibetano scritto, si trova nella coniugazione dei verbi (come in cinese, hanno due aspetti: perfettivo/azione finita e imperfettivo/azione non finita o in corso, a prescindere che entrambe siano nel passato, presente o futuro). In molte lingue Kamarupan si trova un prefisso b- per formare il causativo ma non ha legami con il PTB: deriva da una contrazione del verbo "dare" (PTB *bəy). Un esempio è il prefisso pə- in Angami Naga. In alcune lingue Kamarupan, *b- e *m- convergono.
- *g- nei nomi di parentela secondo Wolfenden indica la terza persona come possessivo. Si trova anche in vocaboli che indicano le parti del corpo nelle lingue Kukin-Chin-Naga, in cui compare come /k, kə/ desonorizzato. Sporadicamente, si trova anche in dei nomi di animale (appare come /kə/, sesquisillabico). In PTB era usato pure in due numerali: due e tre. Ma le lingue derivate lo generalizzano, dandogli una distribuzione irregolare. Per esempio, in rGyalrong i numeri da 1 a 9, eccetto l'8, iniziano in /kə/ sesquisillabico. *g- si trova pure in tibetano scritto: premesso che ha due aspetti verbali e i verbi racchiusi in 4 classi (ogni classe ha la sua morfologia), il presente della classe 3 e 4 e il futuro della classe 2 e 4 ha il prefisso g-. Nei verbi, si usa sia per formare il verbo transitivo che intransitivo. Quest'ultimo è molto diffuso in Jingpho, qiangico (e.g. rGyalrong, Queyu), Bodo-Garo (Kokborok), e Kuki-Chin-Naga (e.g. Kom Rem, Mikir, Tangsa, Tangkhul, Daai Chin). In quasi tutte queste lingue si nota come /kə/, sillaba minore (il Jingpho ha sia /kə/ che /kʰə/, il Miking ha /ke/, il Tangsa Moshang ha /ka/). L'Angami Naga usa ke- pure per le nominalizzazioni. In Tangkhul Naga si può anteporre a quasi ogni radice verbale per formare le nominalizzazioni. In proto-lolo-birmano un prefisso simile, *k-, si usa davanti a nomi di animali che inizia come Ci in consonante liquida /l, ɾ/ o in semivocale. Questo prefisso deriverebbe dal Mon-Khmer *kon, "bambino", per indicare un cucciolo di animale e/o simili. Si trova pure in molti nomi di animali in vietnamita.
- *d- in PTB si trova prima di qualche nome (come qualche animale) e nel numero 6 e 9. Anche questo prefisso muta (e.g. Khami /tə/; in Puiron e Bete/Old Kiki è riconoscibile dalle comparazioni siccome è rispettivamente /kə/ e /i/). In molti altri vocaboli di lingue tibeto-birmane, i prefissi con suoni dentali sono aggiunte posteriori. In Jingpho, serve per ottenere le nominalizzazioni e a formare aggettivi dai verbi intransitivi (cioè ha funzione attributivo-aggettivale).
- Tutti e cinque i prefissi del proto-tibeto-birmano appena trattati non hanno lasciato una traccia diretta in proto-lolo-birmano. In sillabe con stop in fondo, hanno innescato la tonogenesi.
- I prefissi derivati dalle proto-lingue, cioè i prefissi storici (riconoscibili anche perché largamente attestati, anche tramite ricostruzioni) sono detti "prefissi primari" P1 da Matisoff. Gli altri, derivati da rimaneggiamenti posteriori nello sviluppo lungo il tempo/diacronico della lingua, sono detti "prefissi secondari" P2. Quelli secondari nascono per esempio per sostituzione di prefisso o per riduzione di una sillaba intera in un composto, mutata dunque in un prefisso ("prefissazione" di una sillaba). Come terza alternativa, la riprefissazione consiste nell'aggiunta di un prefisso (secondario P2) a una sillaba avente già un prefisso (primario/storico P1): la sillaba diventa doppiamente prefissata. Questa costruzione ha portato alcuni filologi a postulare l'esistenza di infissi, cioè di affissi messi non a inizio o fine sillaba (prefissi e suffissi), ma dentro la sillaba (l'Old Chinese ricostruito da Baxter-Sagart, 2014, ha una <r> proposta come infisso); in realtà si tratta di una sillaba con struttura [P2-P1-Ci]. In Lepcha i prefissi nascono tardi nello sviluppo della lingua, come anche nelle lingue kareniche. Siccome non derivano direttamente da quelli storici, il loro sviluppo segue un altro percorso eccetto in pochi casi di accordo con il PTB.
- Infine, il fenomeno detto "prefix-preemption" (prelazione di suffisso) è tale per cui, in alcune parole, il prefisso ha comportato la caduta di Ci, tale per cui resta solo P: la Ci del PTB, tipicamente una liquida o semivocale, cade e P diventa la nuova Ci. Per esempio, "quattro" è PTB *b-ləy > Lingua Maru bìt (ma in Cuona Menba è pli53, con tono discendente nel registro acuto).

### Suffissi e tonogenesi in PLB da *-s
- I tre suffissi ricostruiti in PTB sono *-s, *-t, *-n. Secondo Matisoff, quello dei suffissi è un topic intricato. Si ricorda di non confondere i suffissi con Cf (consonante finale della radice), nella stessa misura in cui non si confondono i prefissi P1, P2 con Ci (consonante iniziale della radice). Sono un trio di suffissi dentali che, in scrittura, si separano con il trattino/hyphen, come accade per i prefissi. *-t e *-n sono postvocalici, ma *-s può seguire qualunque suono: vocali, codine nasali, condine liquide e gli stop senza rilascio udibile di suono. Dal punto di vista semantico, il loro significato/funzione è problematica siccome nelle varie lingue e da una lingua all'altra si nota della confusione data da sovrapposizioni e variazioni. Sono usati sporadicamente, sono vaghi e poco produttivi: sono dunque derivazionali e non flessivi. L'individuazione di suffissi e la loro separazione dalle Cf dà gli stessi problemi iniziali dell'individuazione e separazione tra prefissi e Ci. In più, in lingue come il Newar, parlato in Nepal, si usano numerosi suffissi per coniugare i verbi, suffissi che hanno subito un'evoluzione a partire dal PTB tale per cui si devono differenziare i suffissi primari (PTB) e secondari, cioè S1 e S2 (esattamente come avviene per P1 e P2). In Newar Classico (XIV° sec - XIX° secolo), le quattro classi di verbi (verbi in -n, -t, -l e -l instabile) hanno sviluppato suffissi secondari (esistono anche delle trattazioni del Proto-Newar, e.g. Genetti 1994, che ricostruisce a partire dai dialetti Kathmandu e Dolakha 4 classi di verbi in Proto-Newar, cioè *-r, -l, -n, -t; il Newar moderno ha 5 classi). Di ognuno dei tre suffissi del PTB restano tracce nelle lingue moderne. A loro volta, possono essere rinforzati dalla presenza di un prefisso pleonastico (cioè ridonante e non necessario, ma utile nella ricostruzione).
- *-n come suffisso serviva a ottenere una nominalzzazione, transitivizzazione (cioè rende il verbo transitivo) e collettivizzazione. Per esempio, in Lepcha si ritrova una -m/n come nominalizzatore (bisogna osservare coppie di vocaboli). Anche in WT si trova una -n come nominalizzatore. Come transitivizzatore, è attestato in Kanauri. L'uso come collettivizzatore è attestato in WT (e.g. in parole come "fratello maggiore > parenti; fratelli; padre > padre e figlio").
- *-t, meno usato, è molto vago ma tutti e tre i suffissi possono nominalizzare. Questo suffisso è attestato in Jingpho e WT. Un secondo uso, molto raro, è quello di verbalizzatore: la verbalizzazione è il contrario della nominalizzazione, tale per cui un nome comune di attività diventa un verbo (e.g. lo studio > studiare). Quest'uso si può notare in Hakha Chin come suffisso lenito in /θ/ interdentale sordo. Come terzo uso, è quello di transitivo (rende i verbi altrimenti intransitivi in transitivi) e causativo. Si trova attestato in Jingpho e WT. In quest'ultima si trova -d per formare, nella grammatica classica, il modo imperfettivo alcuni verbi. Si trova pure in dei cluster come membro finale: i più diffusi sono -ms, -ns, -bs, -gs ma nei primissimi testi si ritrovano pure -d, rd- ld (questa lettera si chiama "D forte/Strong D/Da Drag"). Secondo Beyer (1992), *-d si usava proprio per marcare il modo imperfettivo (*-s in WT si usava per l'imperfettivo/azione finita). Dopo le vocali, sono ben distinti; dopo le consonanti hanno subito una convergenza in -d o -s, da cui nascono i cluster indicati sopra.
- Quanto al suffisso *-s, si ritrova nelle lingue Himalayish occidentali (Kanauri, Bunan, Manchad, Tinan), in lingue parlate in Nepal come il Magar, Chepang e Bantawa  e in lingue qiangiche come il Qiang e rGyalrong. In Jingpho e Lepcha *-s converge in -t. Nelle lingue Chin come il Lushai, Tiddim e Lai *-s si è lenita in uno stacco glottale (debuccalizzazione) reperibile nei verbi di Forma II (Form II) e presente già nel Proto-Chin, di cui esiste una ricostruzione. In Qiang è un nominalizzatore, come anche in WT (in cui peraltro si può enfatizzare con un S2 pleonastico, separato da S1 con un trattino).
- La caduta di *-s dal proto-tibeto-birmano avrebbe dato origine a uno dei due toni del proto-lolo-birmano, allineandolo alla tonogenesi del cinese, vietnamita e forse di altre lingue asiatiche ancora. Siccome le sillabe che oggi derivano dal tono 2 del PLB venivano scritte in birmano con due punti in fondo (nelle scrittura brahmiche, da cui l'alfabeto birmano deriva, la visarga/i due punti indicava un'aspirazione a fine parola), la *-s non è caduta direttamente, ma si era debuccalizzata in un'aspirazione come nel Cinese degli Han Orientali. La lenizione è avvenuta al massimo grossomodo nel periodo della comparsa della scrittura birmana/WB (si pensi ancora alla stele di Myazedi in Old Burmese e altre lingue e risalente al 1113). In tutti gli altri casi, le sillabe hanno assunto un'altra intonazione, detta "tono 1". In PLB il tono 1 e tono 2 hanno grossomodo la stessa frequenza, il che implicherebbe superficialmente che questo suffisso era molto diffuso. In alternativa, secondo Matisoff, la lenizione e caduta di *-s dal PTB non spiega interamente la tonogenesi. Una spiegazione più completa andrebbe cercata guardando al proto-tibeto-birmano e al proto-sino-tibetano, il cui presunto assetto tonale è ancora in fase di discussione. La visione di maggioranza vuole che queste lingue, insieme all'Old Chinese, fossero atonali e dotate di un piccolo sistema morfologico poi perduto; la perdita di alcuni di questi elementi come suffissi ha innescato la tonogenesi. Un'ipotesi di Benedict (1972) vuole che sia il PTB che il PST avessero due toni e che il terzo sia nato da un sandhi tonale. La terza ipotesi di Weidert (1987) è che non ci fossero i toni, ma tre modi di pronunciare la vocale: di default, con voce rauca/creaky voice e "breathy voice". In più, serve capire se la tonogenesi è avvenuta in una proto-lingua o se è avvenuta indipendentemente in più lingue: in tal caso, si dice che una lingua è prona a diventare tonale (tone-prone). La visione più diffusa è che la tonogenesi, se è avvenuta dopo il PST è avvenuta in proto-lingue (PLB e Old Chinese, la cui prima fase a volte viene chiamata Proto-Sinitico. Anche se non si considera proto-lingua, di fatto è una vasta varietà che ha dato origine a tutte le lingue sinitiche attestate, cioè i dialetti cinesi e forse anche le lingue Bai).
- *-k è un suffisso (non Cf!) molto raro e si ritrova nei verbi di Forma II nelle lingue Chin. In varie lingue sino-tibetane, i suffissi del moto di allontanamento da un centro deittico ("qui"), del diminutivo e di nominalizzatore/subordinatore, tutti e tre *-y, derivano dalla contrazione di tre intere sillabe: ʔay, *ya, *way.
- In Old Chinese, *-s era un suffisso che nel Cinese degli Han Orientali (cioè dopo il colpo di stato della breve Dinastia Xin, caduta nel 23 d.C.), cioè nella fase intermedia tra Old Chinese e Primo Cinese Medio, secondo Weldon Coblin si è lenito in *-h (debuccalizzazione) per poi cadere. Dall'EMC non è più attestata. La caduta di *-s in vietnamita antico, secondo Haudricourt, ha innescato la tonogenesi in vietnamita antico; Pulleyblank ha applicato la stessa proposta all'Old Chinese: in EMC ha fatto nascere un'intonazione decrescente (去声, Tono C). La caduta dello stacco glottale, invece, sempre su proposta di Haudricourt-Pulleyblank, ha fatto nascere l'intonazione crescente in EMC. Tutte le sillabe senza questi due suffissi in Old Chinese hanno sviluppato l'intonazione piana in EMC. Infine, per esclusione, tutte quelle con stop senza rilascio di suono, ereditato dall'Old Chinese, sono state fatte confluire in un gruppo chiamato "tono entrante": semplicemente, indica che l'intonazione della vocale è sfuggita perché chiusa e interrotta dallo stop *-p, *-t, *-k ereditati dall'Old Chinese (e poi lenitisi in stacchi glottali dal Primo Mandarino, nei dialetti cinesi poco conservativi o semi-conservativi e rimasti tali in guanhua. Queste sillabe erano ancora classificate sotto l'etichetta "tono entrante"). In EMC dunque erano presenti quattro categorie tonali. Oggi, nei vari dialetti, i toni sono evoluti (ma dal nome tradizionale di ogni tono si può ricostruire il suo andamento e il registro di voce: registro acuto/Yin e registro grave/Yang). In più, toni prima unitari hanno subito una separazione (tone split), tale per cui per esempio il tono entrante si è sdoppiato in intonazione acuta +stop e/o stacco glottale e intonazione grave +stop e/o stacco glottale. In putonghua, è sparito il tono entrante (non ci sono né stop né stacchi glottali a fine sillaba) ed è nato il tono neutro e il terzo tono, che scende e risale subito dopo. Ai toni si aggiunge poi la mutazione dovuta al sandhi tonale, tale per cui nel caso più celebre due terzi toni in putonghua si mutano in 2°+3° tono (crescente+decrescente e crescente subito dopo). Il sandhi è presente pure nei dialetti cinesi e può essere molto complesso, come per esempio quello del Fuzhouhua/fuzhounese (famiglia Min).
- Alcuni apparenti suffissi in lingue tibeto-birmane non attestati da una lingua all'altra in comparazioni sono in realtà sillabe mutate in pseudo-suffissi. Si trovano in Maru e nel Qiang meridionale, se paragonato al Qiang settentrionale (in cui si vede la sillaba secondaria attaccata come se fosse un suffisso e dotata di vocale neutra schwa).